# Coma profondo
Coma profondo (Coma) è un film del 1978 diretto da Michael Crichton tratto dal romanzo Coma di Robin Cook.

## Trama
Due medici americani, Mark Bellows e Susan Wheeler, lavorano come specializzandi in chirurgia generale nel grande ospedale Boston Memorial e convivono in un appartamento in città. Una cara amica dall'infanzia di Susan, Nancy Greenly, si deve sottoporre ad un raschiamento uterino per interrompere una gravidanza indesiderata, ma sul finale dell'intervento qualcosa va storto, in quanto la paziente entra in coma inspiegabilmente. Il fatto viene discusso, tuttavia senza darne eccessiva rilevanza, poiché viene ritenuto "effetto collaterale" che può accadere a seguito di un'anestesia. I casi di coma sembrano però ripetersi e pare siano correlati ad una sala operatoria ben precisa: la nº 8.
Susan quindi inizia a indagare sulle vicende, analizzando dati e cartelle cliniche proibite alla visione generale del personale medico e scoprendo che, nei seminterrati dell'ospedale, è stato installato un cavo adibito al rilascio di monossido di carbonio che, sfruttando i condotti di aerazione, giunge fino al soffitto della sala operatoria nº 8 e viene sostituito all'ossigeno tramite un'apparecchiatura durante gli interventi, per causare la morte cerebrale dei pazienti e il conseguente coma irreversibile. Questi vengono poi portati presso una grande clinica privata, il Jefferson Institute, convenzionata con lo Stato e specializzata nel loro esclusivo mantenimento. Susan assiste all'illustrazione dell'efficienza di tale clinica assieme ad un gruppo di altri medici visitatori. Entrando nelle grandi sale asettiche e moderne dell'istituto vengono mostrati loro i pazienti in cura, sistemati in una speciale stanza con raggi ultravioletti e tenuti letteralmente sospesi in aria tramite fili particolari, per evitare piaghe da decubito. Un computer controlla poi tutta la gestione metabolica dell'organismo dei ricoverati, comandandone spostamenti a seconda delle necessità.
Mentre continua l'indagine di nascosto (trovando anche il cadavere di Sean Murphy, al quale sono stati asportati i reni), Susan viene però scoperta dal personale di sorveglianza che cerca di intervenire tempestivamente nel fermare la dottoressa, che però riesce a scappare nascondendosi sul tetto di un'ambulanza venuta a ritirare delle casse refrigerate in cui sono riposti organi umani congelati destinati alla vendita clandestina.
Susan riesce a tornare all'ospedale in cui lavora, e cerca di farsi ascoltare da Mark, che però è sempre più scettico sui racconti agghiaccianti della ragazza. Così la stessa ne discute con il dottor Harris, il direttore generale e primario del Boston Memorial, di cui lei si fidava molto, che le svela che lui stesso è coinvolto in questa organizzazione, stabilita nella clinica, che si occupa di un commercio criminale: far morire cerebralmente dei pazienti negli ospedali pubblici, farli arrivare nella struttura e poi al momento opportuno rivenderne gli organi con dei contratti in nero, organizzando delle aste telefoniche al miglior offerente. Mentre il dott. Harris le parla, Susan si sente improvvisamente male: infatti appena entrata nello studio del suo superiore, egli le aveva offerto un bicchiere di scotch contenente una droga che, oltre a stordirla, le fa accusare dolori lancinanti all'appendice. Una volta svenuta, Harris chiede che venga soccorsa e sottoposta a un intervento immediato per sospetta peritonite, al fine di poterla eliminare senza sospetti. 
Susan viene così portata sotto i ferri nella sala nº 8, in cui erano avvenuti tutti gli incidenti ai pazienti e, per assicurarsi che entri in coma cerebrale, è il dottor Harris stesso a operarla personalmente. Ma fortunatamente, poco prima di entrare in sala operatoria, Susan riesce a parlare con Mark e a convincerlo di ciò che le aveva detto fino ad allora; così Mark entra nei condotti d'aerazione vicini alla sala operatoria e trova il tubicino del gas che, usato assieme all'anestetico, causa il coma, e riesce a strapparlo in tempo per salvare Susan.
Poco dopo l'operazione la donna si risveglia, e il dottor Harris capisce che è spacciato: sopravvivendo, lei e Mark potranno testimoniare l'incredibile vicenda.